# First Book
First Book ist eine Non-Profit-Organisation mit Sitz in Washington, D.C., die altersgemäße Bücher an Kinder aus finanzschwachen Familien vermittelt.

## Geschichte
First Book wurde 1992 von Peter Gold, Elizabeth Arky und der aktuellen Präsidentin Kyle Zimmer gegründet.
In Zusammenarbeit mit bestehenden Programmen wie „Head Start centers“, Büchereien, und „after school initiatives“ konnte First Book mittlerweile 65 Millionen Bücher an Kinder verteilen.

## Auszeichnungen
- Social Capitalist Award (Fast Company Magazine) – 2008, 2007, 2006, 2005, 2004
- Four-Star „Exceptional“ rating (Charity Navigator) – 2007
- Social Entrepreneur of the Year in the U.S. (Schwab Foundation for Social Entrepreneurship) – 2007
- Gold Halo Award (Cause Market Forum) – 2007
- Grand Prize Winner (Yale School of Business – The Goldman Sachs Foundation partnership on Nonprofit Ventures Business Plan Competition) – 2005
- Award for Distinguished Service to the Literary Community (Author’s Guild) – 2005
- Gold Star Charity (Forbes Magazine) – 2003
- Promotion Marketing Association, (Reggie Gold Medal) – 2005

## Partner
- Disney Worldwide Outreach Program